# Industrial Worker
Industrial Worker, est le journal d'Industrial Workers of the World (IWW). Il est actuellement publié quatre fois par an et est souvent distribué dans les librairies radicales, manifestations et au maiday. 

## Éditeur
- Jon Bekken (?-2006),
- Peter Moore (2006-2008),
- Diane Krauthamer (2009-2016),
- Roberta McNair (2016-présent).